# Shirahime-Syo
Shirahime-Syo (白 姫 抄, lit. A Princesa da Neve ) é uma antologia de mangá criado pelo Clamp. As três histórias giram em torno de Yuki-onna, uma youkai encontrado no folclore japonês.
Shirahime-Syo foi lançado pela Kobunsha em 1992, e re-lançado pela Kadokawa Shoten, em 2001.